# Cantonul Le Mans-Nord-Ouest
Cantonul Le Mans-Nord-Ouest este un canton din arondismentul Le Mans, departamentul Sarthe, regiunea Pays de la Loire, Franța.

## Comune
| Comune                  | Populație (1999) | Cod poștal | Cod INSEE |
| ----------------------- | ---------------- | ---------- | --------- |
| Aigné                   | ...              | 72650      | 72001     |
| La Bazoge               | ...              | 72650      | 72024     |
| La Chapelle-Saint-Aubin | ...              | 72650      | 72065     |
| Le Mans                 | ...              | 72000      | 72181     |
| La Milesse              | ...              | 72650      | 72198     |
| Saint-Saturnin          | ...              | 72650      | 72320     |
| Trangé                  | ...              | 72650      | 72360     |